# لغة مساعدة دولية
لغة مساعدة دولية أو اللغة الدولية الإضافية (بالإنجليزية: International auxiliary language)‏ هي لغة تستخدم (أو ستستخدم في المستقبل) للمراسلة بين الناس من أمم مختلفة ولا يتحدثون نفس اللغة الأم.
المصطلح «اضافية» يعني أن قصد اللغة هي أن تستخدم كلغة اضافية بين الناس، وليس لغة تكون بدل لغات الأم. عادةً يستخدم مصطلح لغة مساعدة دولية لأنواع اللغات الاصطناعية التي تستخدم لتسهل المراسلة العالمية، مثل إسبرانتو، إنترلينغوا، لجبن ولغة إيدو. لكن قد يستخدم المصطلح ذاته للغة تستخدم بين دول العالم بإجماع دولي، قد يكون لغة طبيعية.